# 24155 Serganov
24155 Serganov este un asteroid din centura principală de asteroizi.

## Descriere
24155 Serganov este un asteroid din centura principală de asteroizi. A fost descoperit pe 15 noiembrie 1999 la Socorro, New Mexico, în cadrul proiectului LINEAR. Asteroidul prezintă o orbită caracterizată de o semiaxă mare de 2,25 ua, o excentricitate de 0,18 și o înclinație de 8,2° în raport cu ecliptica.